# Vriesea triangularis
Vriesea triangularis là một loài thuộc chi Vriesea. Đây là loài đặc hữu của Brasil.